# کنزینگتون پارک (فلوریدا)
کنزینگتون پارک (به انگلیسی: Kensington Park) یک منطقهٔ مسکونی در ایالات متحده آمریکا است که در شهرستان ساراسوتا، فلوریدا واقع شده‌است. کنزینگتون پارک ۳٫۴ کیلومتر مربع مساحت و ۳٬۹۰۱ نفر جمعیت دارد و ۶ متر بالاتر از سطح دریا واقع شده‌است.